# Quần đảo Frisia
Quần đảo Frisia, cũng gọi là quần đảo Wadden hay quần đảo biển Wadden, là một dãy đảo ở rìa phía đông của biển Bắc, nằm ở tây bắc của châu Âu, trải dài từ tây bắc Hà Lan qua Đức đến phía tây của Đan Mạch. Dãy đảo tạo thành tấm chắn cho khu vực biển Wadden (phần lớn trở nên khô hạn khi thủy triều xuống thấp) khỏi biển Bắc.
Quần đảo Frisia, cùng với bờ biển tại Vùng lõm Đức trên lục địa, tạo thành vùng Frisia, quê hương truyền thống của người Frisia. Nói chung, thuật ngữ quần đảo Frisia được sử dụng để chỉ các hòn đảo có cư dân nói tiếng Frisia và có người Frisia sinh sống. Ngược lại, thuật ngữ quần đảo Wadden được sử dụng để chỉ toàn bộ quần đảo, bao gồm các hòn đảo có cư dân nói tiếng Đan Mạch ở xa về phía bắc, phía tây bờ biển của bán đảo Jutland.
Hầu hết quần đảo Frisia là các khu vực được bảo vệ, và một khu bảo tồn loài hoang dã quốc tế đã được hình thành với sự phối hợp của các nước Hà Lan, Đức và Đan Mạch. Tuy nhiên, các mỏ khí thiên nhiên và dầu mỏ vẫn tiếp tục được khoan, quần đảo cũng nằm gần các cửa sông Ems, Weser và Elbe; vì thế giao thông đường thủy cũng tạo ra căng thẳng trong việc bảo đảm cả bảo vệ các loài hoang dã lẫn kinh tế.